# Nina Popelíková
Nina Popelíková (* 14. Oktober 1920 in Prag; † 18. April 1982 ebenda) war eine tschechoslowakische Schauspielerin und Synchronsprecherin.

## Leben
Nina Popelíková wuchs in Prag auf. Nach ihrem Schulabschluss übte sie zunächst verschiedene Berufe aus.
Nach dem Ende des Zweiten Weltkrieges absolvierte sie am Prager Konservatorium ihre Schauspielausbildung. Am Theater wirkte sie in zahlreichen Theaterstücken, Kabarett-Programmen, Varieté-Programmen und in Musicals mit, so unter anderem auch an der Staatsoper Prag. 
Ab 1955 wirkte sie als Schauspielerin vor der Kamera in mehr als 60 Film-und-Fernsehproduktionen, darunter auch in der Serie Das Krankenhaus am Rande der Stadt, wo sie eine Krankenschwester spielte. Sie wirkte auch in mehreren DEFA-Filmen mit. Popelíková war zudem als Synchronsprecherin aktiv und lieh ihre Stimme dabei beispielsweise Mildred Natwick.
Nina Popelíková war einige Jahre lang mit dem Schauspieler Ota Sklenčka (1919–1993) verheiratet. Die Ehe blieb kinderlos. Sie starb am 18. April 1982 im Alter von 61 Jahren in Prag, wo sie auch beigesetzt wurde.

## Filmografie (Auswahl)
- 1960: Die Diebe von Pavlov
- 1969: Die blöden Erwachsenen dürfen alles
- 1974: Des Christoffel von Grimmelshausen abenteuerlicher Simplizissimus
- 1976: Ein bißchen schwanger
- 1978–1981: Das Krankenhaus am Rande der Stadt (Fernsehserie, 19 Folgen)